# Tullio Vinay
Tullio Vinay, né à La Spezia le 13 mai 1909 et décédé à Rome le 2 septembre 1996, est un pasteur et un théologien protestant, ainsi qu’un homme politique italien. Juste parmi les nations, fondateur de deux œuvres importantes, il est l'une des figures de proue du protestantisme en Italie au XXe siècle.

## Biographie

### Jeunesse et formation
Tullio Vinay est le fils d'un enseignant, pasteur et théologien vaudois. Il a grandi à Trieste et à Torre Pellice. Il a étudié la théologie protestante à Rome à la Faculté de théologie vaudoise puis à l’Université d’Édimbourg.

### Premier poste pastoral et seconde Guerre mondiale
De sa consécration en 1934 jusqu’en 1946, il fut pasteur de l'église vaudoise de Florence. Pendant cette période, il multiplie les activités anti-fascistes et parvient à sauver plusieurs dizaines de Juifs qui se sont cachés dans un appartement secret du quartier général de l’Église vaudoise Via Manzoni . En 1982, il a été reconnu juste parmi les nations par le gouvernement israélien, ce qui ne l’a pas empêché de critiquer vivement la politique de l'État d’Israël envers les Palestiniens.

### Fondation du Centre international Agapè

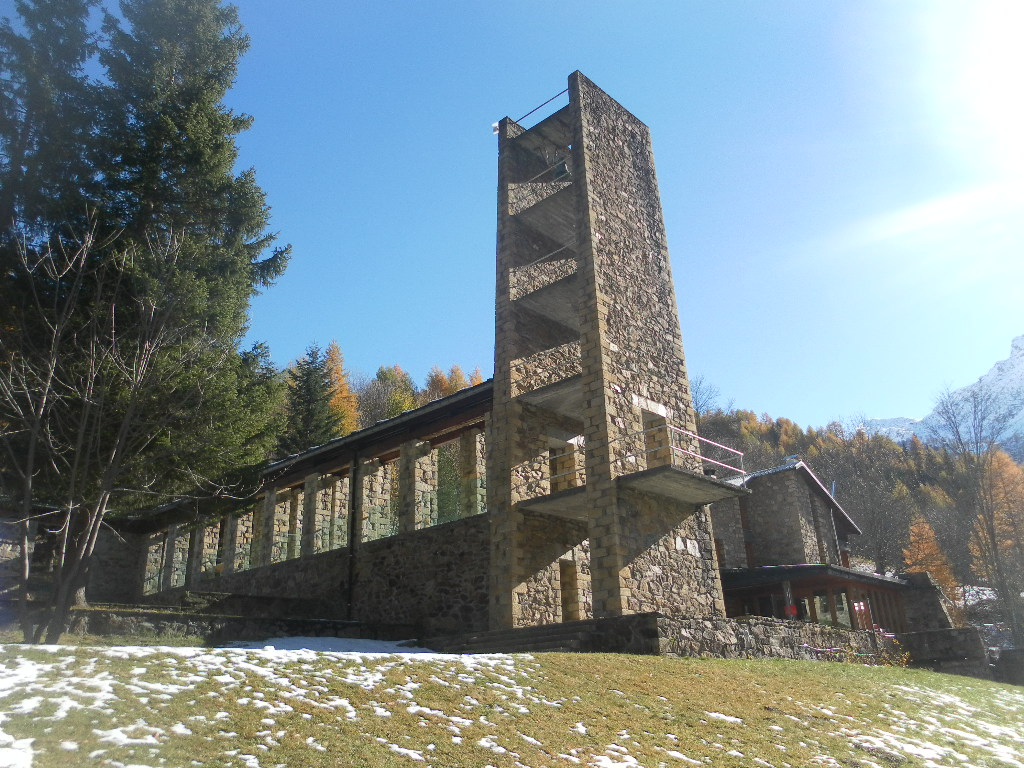
Vue du centre Agapè (au premier plan, le clocher).

En 1946, Tullio Vinay a quitté son poste pastoral de Florence et, l'année suivante, il a fondé à Prali le Centre œcuménique Agapè,. En effet, après la Seconde Guerre mondiale, l'Église vaudoise veut contribuer activement au travail de réconciliation nécessaire. En 1947, sous l’impulsion du pasteur Tullio Vinay, quelques jeunes protestants italiens ont commencé le projet de construction du centre Agapè. Avec le soutien du Conseil œcuménique des Églises, ils furent bientôt rejoints par des jeunes venant de différents pays qui, quelques années auparavant seulement, s'affrontaient dans une guerre sans merci : Américains, Anglais, Allemands, Français, etc. Agapè est un lieu de rencontre, de vie et de travail en commun pour des jeunes de pays différents mais aussi de religions différentes, en incluant même les non-croyants dans une confrontation où tout le monde abandonnerait la présomption de posséder la vérité, un concept en avance sur son temps en 1947. Le but de ce centre a été ainsi résumé par son fondateur: « Agape est un endroit où les gens se rencontrent et passent une brève période de vivre ensemble à la recherche de l'amour fraternel. » A la question de savoir quand l'idée de fonder ce centre est née, Tullio Vinay a répondu: "Quand nous avons découvert, avec étonnement et surprise, que Dieu nous aime". L'architecte du bâtiment était Leonardo Ricci, un architecte réputé et aussi un ami de Tullio Vinay.

### Installation en Sicile
En 1961, le pasteur Vinay a donné vie à un nouveau grand projet, cette fois au cœur de la Sicile, dans la ville de Riesi, où il a fondé le "centre de service chrétien"  pour répondre à la misère économique, sociale et morale de la population locale et de créer un avant-poste contre le pouvoir excessif de la Mafia. Sans pratiquer aucune forme de prosélytisme, le Service chrétien identifia immédiatement ses domaines d'intervention: éducation, santé, développement durable du territoire, en accord avec la vision protestante vaudoise qui croit que chaque personne doit être accompagnée pour la libération de toute forme d'esclavage, y compris lorsqu’il est culturel.  Aujourd'hui, le service chrétien de Riesi se compose d'un jardin d'enfants, d’une école élémentaire, d’un centre d’hébergement, d’un centre social et sanitaire (initialement un centre de consultation familiale) et d’un centre de conseil agricole. À l'origine, il y avait également une école professionnelle. Depuis 2009, il est reconnu d'intérêt culturel par la région de Sicile.
Comme pour Agapè, le bâtiment du Centre de service chrétien a été conçu et construit entre 1963 et 1966 par l'architecte Leonardo Ricci ; baptisé Monte degli Ulivi ("Mont des oliviers"), l'édifice est considéré comme un exemple remarquable de l'architecture italienne du XXe siècle.

### Engagement politique
De 1976 à 1983, Tullio Vinay a été membre du Sénat de la République italienne, élu en tant qu'indépendant sur la liste du Parti communiste italien.

## Distinctions
- 1982 : juste parmi les nations
- 1987 : Prix Leopold-Lucas de l'université de Tübingen
- 1981 : docteur honoris causa de la faculté de théologie protestante de Montpellier[6]

## Postérité
Le pasteur Tullio Vinay est la figure marquante du protestantisme italien au XXe siècle, dont il a considérablement renouvelé le témoignage et l’action sociale au travers de la fondation des deux œuvres d’Agapè et de Riesi.
Tullio Vinay a été en 1974 l'inspirateur des deux fondatrices de l'Action des chrétiens pour l'abolition de la torture (ACAT), Édith du Tertre et Hélène Engel.